# Viação Aérea Santos Dumont
A Viação Aérea Santos Dumont, ou VASD, foi uma companhia aérea brasileira fundada em 1944. Foi comprada e incorporada pela Transportes Aéreos Nacional em 1952.

## História
A Viação Aérea Santos Dumont foi fundada em 18 de janeiro de 1944 e no início de 1945 iniciou operações regulares entre o Rio de Janeiro, Fortaleza e Porto Alegre, sempre via litoral com escalas intermediárias e utilizando aeronaves compradas da Empresa de Desenvolvimento da Borracha localizada em Belém. Em 4 de Janeiro de 1946, o seu Budd Conestoga fez uma aterragem de emergência na Base Aérea dos Afonsos que levou à perda total da aeronave. Dias depois, a companhia aérea foi suspensa.
Em 1º de outubro de 1948, após um acordo operacional com a Linha Aérea Transcontinental Brasileira que tinha o mesmo proprietário, e com nova diretoria, a VASD voltou a operar. Este acordo operacional foi o primeiro do gênero no Brasil. Em 1952 foi comprada e incorporada pela Transportes Aéreos Nacional.